# Guillaume de Grez
Guillaume de Grez, originaire de Grez (Seine-et-Marne actuelle) et mort le 29 janvier 1293, est un prélat français, évêque d'Auxerre de 1278 à sa mort. 

## Biographie
Les chanoines ne s'étant point accordés pour l'élection du successeur d'Érard, le pape nomme Guillaume de Grez, doyen de Chartres et conseiller d'État, qui se trouve alors en cour de Rome.
Pendant ses visites de son diocèse, il affranchit les habitants de Gy-l'Évêque, confirme les lettres d'affranchissement données par le chapitre à la petite ville de Cravan, à Accolay et à quelques autres villages et s'occupe spécialement de la terre de Varzy qu'il affectionne.
Guillaume de Grez est employé aux informations pour la canonisation de saint Louis et assiste en 1290 au concile tenu à Sens. Sa mort est fixée au 29 janvier 1293. Il est inhumé près de Guy de Mello.
Pierre de Grez, qui fut aussi évêque d'Auxerre (1308-1325), était son neveu, de même que le maréchal de France Jean de Corbeil. Guillaume de Grez était aussi apparenté à l'évêque de Chartres (1244-1246) Henri de Grez[réf. nécessaire]. 

## Sources
- Jean Lebeuf (abbé), Mémoires concernant l'histoire civile et ecclésiastique d'Auxerre et de son ancien diocèse, vol. I, Auxerre, Perriquet, 1743 (lire en ligne). Vie de Guillaume de Grez : pp. 410-415.
- Abbé Cornat, Notice sur les archevêques de Sens et les évêques d'Auxerre, 1855, 115 p. (lire en ligne)